# Trama formicella
Trama formicella är en insektsart som först beskrevs av Theobald 1929.  Trama formicella ingår i släktet Trama och familjen långrörsbladlöss. Inga underarter finns listade i Catalogue of Life.